# Koreakrieg
Der Koreakrieg (koreanisch 6.25 전쟁, Yukio Jeonjaeng, wörtlich Sechs-Zwei-Fünf-Krieg) ist eine dreijährige militärische Auseinandersetzung zwischen der Republik Korea (Südkorea) und der Demokratischen Volksrepublik Korea (Nordkorea) zwischen dem 25. Juni 1950 und dem 27. Juli 1953. In Nordkorea wird er Vaterländischer Befreiungskrieg (조국해방전쟁, Chŏguk Haebang Chŏnjaeng) genannt.
Unterstützt wurden beide Seiten einerseits von einer UN-Koalition, angeführt von den USA und andererseits von der UdSSR und der Volksrepublik China. Es nahmen die Truppen der UN-Koalition von 16 Ländern und die chinesische Freiwilligenarmee an dem Krieg teil. Er drohte gegen Ende sich global auszuweiten, wurde letztendlich jedoch durch das am 27. Juli 1953 um 22:00 Uhr unterzeichnete zwischenkoreanische Waffenstillstandsabkommen beendet. Er gilt als eines der repräsentativen Stellvertreterkriege des Kalten Krieges.
Neben dem Vietnamkrieg (1955–1975) und dem Krieg in Afghanistan (1979–1989) ist er einer der größten Kriege seit dem Zweiten Weltkrieg. Beide Staaten strebten die Wiedervereinigung Koreas unter ihrer jeweiligen Regierung an. 
Der Krieg begann nach abwechselnden Grenzverletzungen beider Konfliktparteien mit dem Überraschungsangriff Nordkoreas, das am 25. Juni 1950 gegen 4:00 Uhr ohne Kriegserklärung den 38. Breitengrad überquerte. Die militärisch überwältigende nordkoreanische Armee erreichte Seoul innerhalb von drei Tagen und nahm es am 28. Juni ein. Als Reaktion auf den Angriff verabschiedete der Sicherheitsrat der Vereinten Nationen die Resolutionen 82 und 83. In Resolution 83 vom 27. Juni 1950 empfahl der Sicherheitsrat den UN-Mitgliedsstaaten, Südkorea die notwendige Hilfe zu gewähren, um den bewaffneten Angriff Nordkoreas abzuwehren und den Frieden wiederherzustellen.
Die nordkoreanische Armee überannte binnen weniger Tage die Mitte und den Südosten des Landes und wurde erst am Nakdong-Fluss aufgehalten. Die UN-Truppen wurden von den nordkoreanischen Truppen in einen kleinen Brückenkopf um Busan im Süden der Koreanischen Halbinsel zurückgedrängt. Dieser weite Vorstoß war nicht durch die Resolution 85 des UN-Sicherheitsrates gedeckt.
Beginnend mit der Landung bei Incheon begann am 15. September eine groß angelegte UN-Gegenoffensive, welche am 10. Oktober Pjöngjang und den Amnok-Fluss an der Grenze zur Volksrepublik China erreichte. Die chinesische „Volksfreiwilligenarmee“ griff Mitte November auf Seiten Nordkoreas in das Kampfgeschehen ein und wendete das Kriegsglück erneut.
Infolgedessen wechselte Seoul am 4. Januar 1951 erneut die Hände. Die südkoreanischen und UN-Truppen eroberten Seoul am 15. März zurück.
Dort – etwa am 38. Breitengrad – führten die Kriegsparteien einen verlustreichen Stellungskrieg. Die ersten Waffenstillstandsverhandlungen begannen am 23. Juni 1951, jedoch verzögerte sich der Konflikt auf zwei weitere Jahre. Nach zweijährigen Verhandlungen wurde am 27. Juli um 22:00 Uhr 1953 ein Waffenstillstandsabkommen geschlossen, das den Status quo ante weitgehend wiederherstellte. Bis dahin waren 940.000 Soldaten und etwa drei Millionen Zivilisten getötet worden. Beinahe die gesamte Industrie des Landes wurde zerstört.
Insbesondere in Deutschland löste der Konflikt Befürchtungen aus, er könne zu einem Dritten Weltkrieg führen. Sie stießen dann aber in einer Gegenoffensive über die Demarkationslinie hinaus bis zur chinesischen Grenze im Norden vor.

Nach dem Krieg scheiterten Bemühungen um die Wiedervereinigung Koreas; vermutlich trug die militärische Auseinandersetzung dazu bei, die Teilung des Landes zu verfestigen (→ Korea-Konflikt). Chinesische Truppen blieben bis 1958 in Nordkorea, US-Truppen sind weiterhin in Südkorea stationiert. Bis heute wurde kein Friedensvertrag abgeschlossen.

## Bezeichnungen für den Koreakrieg
In Südkorea wird der Krieg üblicherweise „6·25 전쟁“ (Yukio jeonjaeng) genannt, was sich auf das Datum des Ausbruchs bezieht (wie bei der Bezeichnung 9/11 für den Terroranschlag auf das World Trade Center 2001 in New York City). Seltener findet man die formelle Bezeichnung „Koreakrieg“ (Hanguk jeonjaeng 한국 전쟁 / 韓國 戰爭). In Nordkorea wird er amtlich als „Vaterländischer Befreiungskrieg“ bezeichnet (Choguk haebang Chŏnjaeng 조국해방전쟁). In China hieß er offiziell „Krieg zum Widerstand gegen die USA und zur Hilfe für Korea“ (chinesisch 抗美援朝戰爭 / 抗美援朝战争, Pinyin Kàngměi yuáncháo zhànzhēng), heute häufig auch einfach „Koreakrieg“ (chinesisch 朝鮮戰爭 / 朝鲜战争, Pinyin Cháoxiǎn zhànzhēng, regional auch 韓戰 / 韩战,  Hánzhàn). In den USA wurde er offiziell nur Korean Conflict („Koreanischer Konflikt“) genannt und als Intervention deklariert, vor allem, um eine Kriegserklärung zu vermeiden. Dennoch ist auch dort im allgemeinen Sprachgebrauch die Bezeichnung Korean War („Koreanischer Krieg“) verbreitet. Oft wird der Koreakrieg auch als „vergessener Krieg“ bezeichnet, da er zu den großen Konflikten des 20. Jahrhunderts zählt, aber außerhalb von Korea von anderen Auseinandersetzungen überschattet wird.

## Vorgeschichte
Das Kaiserreich Korea geriet ab 1905 unter japanische Vorherrschaft und wurde 1910 vollständig von Japan annektiert. 1919 wurde im Exil die Provisorische Regierung der Republik Korea gegründet, die daraufhin von der Republik China anerkannt und unterstützt wurde. Während der Konferenz von Kairo im November 1943 hatten sich die Alliierten auf eine Wiederherstellung der Unabhängigkeit Koreas geeinigt. Die ursprüngliche Formulierung 'at the earliest possible moment' wurde am 26. November in 'at the proper moment' umgeändert.
Die Alliierten hatten auf der Konferenz von Jalta beschlossen, dass Korea ihre Unabhängigkeit wiedererlangen sollte, legten jedoch keine Details fest.
Am Ende des Zweiten Weltkrieges wurde 1945 wurde Korea von der japanischen Besatzung befreit und unter den Siegermächten in zwei Besatzungszonen geteilt. Die Sowjetunion besetzte das Gebiet nördlich des 38. Breitengrades, die Vereinigten Staaten von Amerika das südliche Gebiet. Gespräche zur Wiedervereinigung schlugen fehl und der 38. Breitengrad wurde zur Demarkationslinie.

Die UNO, die zu diesem Zeitpunkt den USA nahestand, übernahm am 14. November 1947 das Mandat für die Wiedervereinigung. Die antikommunistischen USA führten am 10. Mai 1948 unter Aufsicht der UNO Wahlen durch, aber mangels Kooperation der Sowjetunion nur im Süden. Diese wurden von der linken und nationalistischen Opposition boykottiert um eine Vertiefung der Teilung zu vermeiden. Aus diesen ging der aus dem Exil in den USA zurückgekehrte Rhee Syng-man als Sieger hervor. Rhee Syng-man stammte aus der von den Japanern 1910 abgesetzten Joseon-Dynastie Koreas und war ein früher Vertreter des nationalistischen Widerstands gegen die Japaner. Rhee Syng-man übernahm die Regierungsgeschäfte von den USA am 13. August 1948 und rief am 15. August die Republik Korea aus. Als Reaktion proklamierte der von den Sowjets geförderte Kim Il-sung am 9. September die Demokratische Volksrepublik Korea. Kim Il-sung war ein Diktator, aber auch der proamerikanische und antikommunistische Rhee Syng-man zeigte eindeutig autokratische Tendenzen.

Die USA sahen die sozialistischen Staaten dieser Zeit als einen von der Sowjetunion geführten Block und nahmen an, dass Nordkorea als deren Spielfigur den Krieg suchte. Dies war auch der entscheidende Grund für das große amerikanische Engagement. Heute wird auf Grundlage der geöffneten Archive Russlands hingegen vor allem Kim Il-sung als die treibende Kraft gesehen, der den zögerlichen Josef Stalin dazu drängte, das Risiko einer Konfrontation mit den USA einzugehen – nicht zuletzt, indem er Stalin auch gegen Mao ausspielte. Sowohl die Demokratische Volksrepublik Korea als auch die Republik Korea sahen sich als Vertretung des ganzen Landes und wollten es unter dem jeweils eigenen System vereinigen. Beide Seiten gingen unbarmherzig gegen Widerstand vor und suchten die Eskalation, wodurch es vor dem Krieg oft zu Scharmützeln an der Demarkationslinie kam.

Anfang 1949 versuchte Kim Il-sung, Stalin zu überzeugen, dass die Zeit für eine konventionelle Invasion des Südens gekommen sei. Stalin lehnte jedoch ab, da die nordkoreanischen Truppen noch recht schlecht ausgebildet waren und er die Einmischung der USA fürchtete. Im Laufe des folgenden Jahres wurde die nordkoreanische Armee zu einer offensiven Organisation nach dem Vorbild der Sowjetarmee geformt und mit Waffen aus der Sowjetunion ausgerüstet. Die Sowjetunion zog zugleich ihre Truppen aus Korea ab, um die USA diplomatisch zu nötigen, es ihr gleichzutun. Anfang 1950 war Nordkorea dem Süden aber in jeder Waffengattung deutlich überlegen, weshalb Washington zögerte. Am 12. Januar 1950 sagte der US-Außenminister Dean Acheson dem National Press Club, die Verteidigungslinie der USA führe von den Alëuten über Japan, den Ryūkyū-Inseln bis zu den Philippinen. Mit diesem „defensive perimeter“ schien er indirekt festzustellen, dass die USA nicht um Korea kämpfen würden.

Diese wohl unbedachte Äußerung ermutigte Nordkorea, den Konflikt zu suchen. Kim besuchte Moskau Ende März und blieb dort fast einen Monat. Stalin erklärte, dass sich die internationale Situation der Sowjetunion unter anderem durch die Zündung der ersten sowjetischen Kernwaffe verbessert habe und er die militärische Offensive unter drei Bedingungen genehmigen würde: Erstens müsse Mao zusagen, zweitens müsse es als Reaktion auf einen Angriff Südkoreas erscheinen und drittens müsse Kim akzeptieren, dass er sich im Falle eines Eingreifens seitens der Vereinigten Staaten auf chinesische Truppen verlassen müsse. Mitte Mai erhielt Kim während eines Besuchs in Peking Maos allerdings widerstrebende Zusage.
Ein Krieg in Korea hatte für Mao keine Priorität und er hatte dies den Sowjets mehrfach mitgeteilt. Für ihn war die Unterstützung der Việt Minh und der Aufbau seines Landes und seiner Streitkräfte wichtiger. Andererseits war Mao auch ein kommunistischer Internationalist, der es als seine Pflicht erachtete, Revolutionären in anderen Ländern zu helfen. Für ihn war Stalin auch der unumstrittene Führer der internationalen kommunistischen Bewegung und er hielt es für falsch, dessen Autorität zu missachten. Zudem hatten die Chinesen gerade ihr eigenes Land vereinigt und daher konnte er diesen Wunsch seinen kommunistischen Brüdern in Korea nicht verwehren.

## Verlauf

### Nordkoreanische Invasion

#### Kriegsbeginn am 25. Juni 1950

Kriegsverlauf (Nordkorea rot und Südkorea grün)

Am 25. Juni 1950 überschritten Truppen der Nordkoreanischen Volksarmee mit dem Ziel der gewaltsamen Wiedervereinigung beider Staatsteile die Grenze nach Süden. Die angreifenden Kräfte verfügten über insgesamt rund 200.000 Soldaten, mindestens 379 Panzer vom Typ T-34/85 sowie 260 Jagdflugzeuge und 188 Bomber. Die Streitkräfte im Süden zählten im Gegensatz hierzu knapp 106.000 Soldaten (100.000 Mann Heeres- und Luftwaffentruppen sowie rund 6.000 Marineangehörige bzw. Angehörige der Küstenwache) und lediglich 46 Flugzeuge, zumeist leichte Aufklärungs- und Verbindungsmaschinen; Panzer standen anfangs keine zur Verfügung, da die US-Administration Truman selbige nicht liefern wollte, um Rhee Syng-man keine Möglichkeit zu geben, seinerseits eine Attacke gegen den Norden auszuführen. Entlang der Ostküste der koreanischen Halbinsel, so bei Gangneung, fanden überraschende Landungsoperationen nordkoreanischer Einheiten statt, die mit kleineren Schiffen und Motorbooten ausgeführt wurden. 
Nordkoreanische Flugzeuge attackierten den von den USA aufgebauten Luftwaffenstützpunkt Gimpo und zerstörten eine Douglas C-54 der US Air Force am Boden. John J. Muccio, der US-Botschafter in Südkorea, leitete daraufhin ein Hilfegesuch zur Unterstützung Südkoreas an US-Außenminister Dean Acheson weiter (infolge der Zeitverschiebung nach den USA traf die erste Meldung über den nordkoreanischen Großangriff bereits am 24. Juni, um 21:26 Uhr, in Washington ein), der am Morgen des 25. Juni, gegen 10 Uhr, wiederum Präsident Harry S. Truman informierte. Truman entschloss sich umgehend zur Verteidigung Südkoreas und ordnete noch am 25. Juni die Verlegung von Luftwaffeneinheiten, Waffen und Munition nach Südkorea an. Der US-amerikanische Generalmajor Earle E. Partridge (USAF), Kommandeur der 5. US-Luftflotte, befahl die sofortige Luftevakuierung von US-Bürgern aus Südkorea und erhöhte die Luftüberwachung in der Koreastraße. Die 11. US-Luftflotte setzte zwei Staffeln von Abfangjägern in Japan in Alarmbereitschaft. Der beginnende Koreakrieg löste größte Beunruhigung aus, und viele fürchteten einen Dritten Weltkrieg zwischen den Westmächten und dem Ostblock. In Westdeutschland kam es zu einer Notbevorratungswelle.

#### 26. Juni
Die Nordkoreaner eroberten die südkoreanischen Städte Chuncheon, Pocheon und Dongducheon. Die 7. US-Flotte wurde von den Philippinen nach Südkorea beordert. Die südkoreanische Luftwaffe erhielt von den USA zehn Jagdflugzeuge vom Typ P-51; diese waren den vorhandenen AT-6 weit überlegen. Die US-amerikanischen Far East Air Forces schickten eilig zahlreiche Militärflugzeuge vom Typ C-47 Skytrain und C-54 Skymaster von Stützpunkten in Asien in die Krisenregion, um die Luftevakuierung zu unterstützen. Im Hafen von Incheon konnten sich 682 Menschen an Bord des norwegischen Handelsschiffs Reinholt retten und wurden unter dem Geleitschutz des US-Zerstörers De Haven nach Sasebo in Japan gebracht.

#### Verurteilung durch den UN-Sicherheitsrat
Der UNO-Sicherheitsrat verurteilte bereits am 25. Juni in Resolution 82 den „Bruch des Friedens“ durch Nordkorea und autorisierte am 31. Juli mit der Resolution 85 ein militärisches Eingreifen durch UNO-Truppen. Der vetoberechtigte sowjetische Vertreter, der faktisch auch Vertreter der Volksrepublik China in der UN war, hatte aus Protest gegen die Anerkennung der Regierung der Republik China in Taiwan als Vertretung Gesamt-Chinas die Sitzung boykottiert. 16 Mitgliedsländer der UN erklärten sich bereit Truppen oder Sanitätspersonal zu entsenden, etwa 90 % der später nach Südkorea kommandierten Soldaten kamen aus den USA. Das Oberkommando erhielt der US-General Douglas MacArthur. Präsident Truman hatte schon vor der UN-Resolution 85 US-Besatzungstruppen aus Japan nach Südkorea verlegt.

### Weiterer Vormarsch Nordkoreas

#### 27. Juni
US-General Douglas MacArthur ordnete Luftangriffe auf nordkoreanische Streitkräfte südlich des 38. Breitengrades an. Die gut gerüsteten Nordkoreaner zwangen die südkoreanischen Truppen allerdings trotz der Luftangriffe der US Air Force zum Rückzug. Mit mehreren Transportmaschinen der Typen C-46, C-47 und C-54 evakuierten die USA von den Luftwaffenstützpunkten Gimpo und Suwon insgesamt 748 Personen unter dem Schutz von F-82- und F-80-Kampfflugzeugen nach Japan. Zunehmend versuchte die USAF die Luftherrschaft über Südkorea zu erlangen, um die Evakuierungsmaßnahmen abzusichern und um Luftunterstützung für die südkoreanischen Streitkräfte zu geben. Bei den Angriffen Nordkoreas auf die Luftwaffenstützpunkte Gimpo und Suwon konnten amerikanische F-82-Jagdflugzeuge sieben nordkoreanische Propellerflugzeuge abschießen.
Von der US Air Base im japanischen Ashiya starteten B-26-Bomber der 5. US-Luftflotte zu Angriffen auf feindliche Ziele in Südkorea. Aufgrund schlechten Wetters und der längeren Flugzeit erwiesen sich diese aber als ineffektiv. Im japanischen Fukuoka wurde daraufhin ein weiteres Hauptquartier etabliert und von der nahegelegenen Itazuke Air Base starteten RF-80-Flugzeuge nach Südkorea. Erstmals starteten auch Langstreckenbomber vom Typ B-29 Superfortress von der Kadena Air Base auf Okinawa zu Angriffen auf die Versorgungslinien der nordkoreanischen Volksarmee. Die letzten 857 US-Bürger wurden mit Militärtransportflugzeugen aus Südkorea ausgeflogen. Mit einer Luftbrücke flog die USAF 150 Tonnen Munition vom Luftwaffenstützpunkt im japanischen Tachikawa nach Suwon.

#### Bis Ende Juni
Seoul wurde am 28. Juni von Nordkorea erobert und die Regierung musste zunächst nach Daejeon fliehen. Auch der Marinestützpunkt Mukho bei Donghae wurde erobert. 20 US-amerikanische B-26 griffen die Bahnlinie zwischen Munsan und Pongdong am 38. Breitengrad an. General MacArthur befahl am 29. Juni General George E. Stratemeyer, Kommandeur der Far East Air Force (FEAF), die Luftangriffe auf die Brücken über den Hangang (Han-Fluss) zu konzentrieren und auf nordkoreanische Truppenansammlungen nördlich des Flusses. Erstmals wurden dabei durch F-82 auch Napalm-Kanister abgeworfen. MacArthur befahl zudem den ersten Luftangriff von 18 B-26-Bombern auf den nordkoreanischen Luftwaffenstützpunkt nahe der Hauptstadt Pjöngjang. Am 30. Juni befahl US-Präsident Truman den Einsatz von US-Bodentruppen in Korea und eine Seeblockade von Nordkorea. Mit der 77. Royal Australian Air Force (RAAF) Squadron griff Australien aktiv in den Krieg ein, um die 5. US-Luftflotte zu unterstützen. Unterdessen konnten die nordkoreanischen Truppen im Osten Samcheok einnehmen, im Westen konnte die nordkoreanische 6. Division den Hangang überqueren und weiter nach Süden vordringen.

#### Juli
Am 1. Juli fiel die strategisch wichtige Stadt Suwon an Nordkorea. Die USA begannen zugleich im Rahmen des Aufbaus der „Task Force Smith“ mit der Verlegung der 24. US-Infanteriedivision von Fukuoka nach Busan. Diese Soldaten waren die ersten US-Einheiten, die an den Kampfhandlungen des Koreakriegs direkt beteiligt waren, und erlitten in den folgenden Wochen hohe Verluste. Am 6. Juli griffen neun amerikanische B-29-Bomber die Ölraffinerie Wŏnsan und die chemische Industrie in Hŭngnam in Nordkorea an. Vom 10. bis zum 18. Juli wurde die 25. US-Infanteriedivision unter Generalmajor William B. Kean mit ihren drei Regimentern (24., 27. und 35. Infanterieregiment) nach Busan im Süden der Halbinsel verlegt und verstärkte dort die Verteidigungspositionen der südkoreanischen Armee an den zentralen Gebirgspässen.

Insgesamt intensivierten die USA zügig ihr militärisches Engagement. Bei der verlustreichen Niederlage in der Schlacht um Daejeon (vom 14. bis zum 21. Juli 1950) geriet der damalige Kommandeur der Division, Generalmajor William F. Dean, in nordkoreanische Gefangenschaft. Die 1. US-Kavalleriedivision führte unterdessen am 15. Juli eine amphibische Landung bei Pohang durch. Bis zum 22. Juli wurden überdies drei US-Regimenter zur Sperrung des Korridors zwischen Daejeon und Daegu eingesetzt. Am 24. Juli wurde die südkoreanische Armee nach den vorangegangenen Niederlagen neu formiert und in zwei Korps und fünf Divisionen organisiert.
Das I. Korps umfasste die 8. Infanteriedivision und die Hauptstadtdivision, das II. Korps umfasste die 1. und die 6. Infanteriedivision. Eine wiedergegründete 3. Infanteriedivision unterstand direkt dem Oberkommando der südkoreanischen Streitkräfte. Das Hauptquartier des II. Korps befand sich bei Hamchang, wobei sich die 1. und 6. Infanteriedivision in west-östlicher Linie davor befanden. Das I. Korps hatte sein Hauptquartier bei Sangju mit der 8. Infanteriedivision und der Hauptstadtdivision ebenfalls in west-östlicher Linie davor. Die 3. Infanteriedivision operierte an der Ostküste Südkoreas. Durch die große Zahl an Rekruten und durch erhebliche Mengen an Nachschub konnte die südkoreanische Armee ihre Vorkriegsstärke von etwa 95.000 Soldaten binnen kurzer Zeit wiedererlangen und machte sich bereit für eine Gegenoffensive.

### Busan-Front und Landung in Incheon

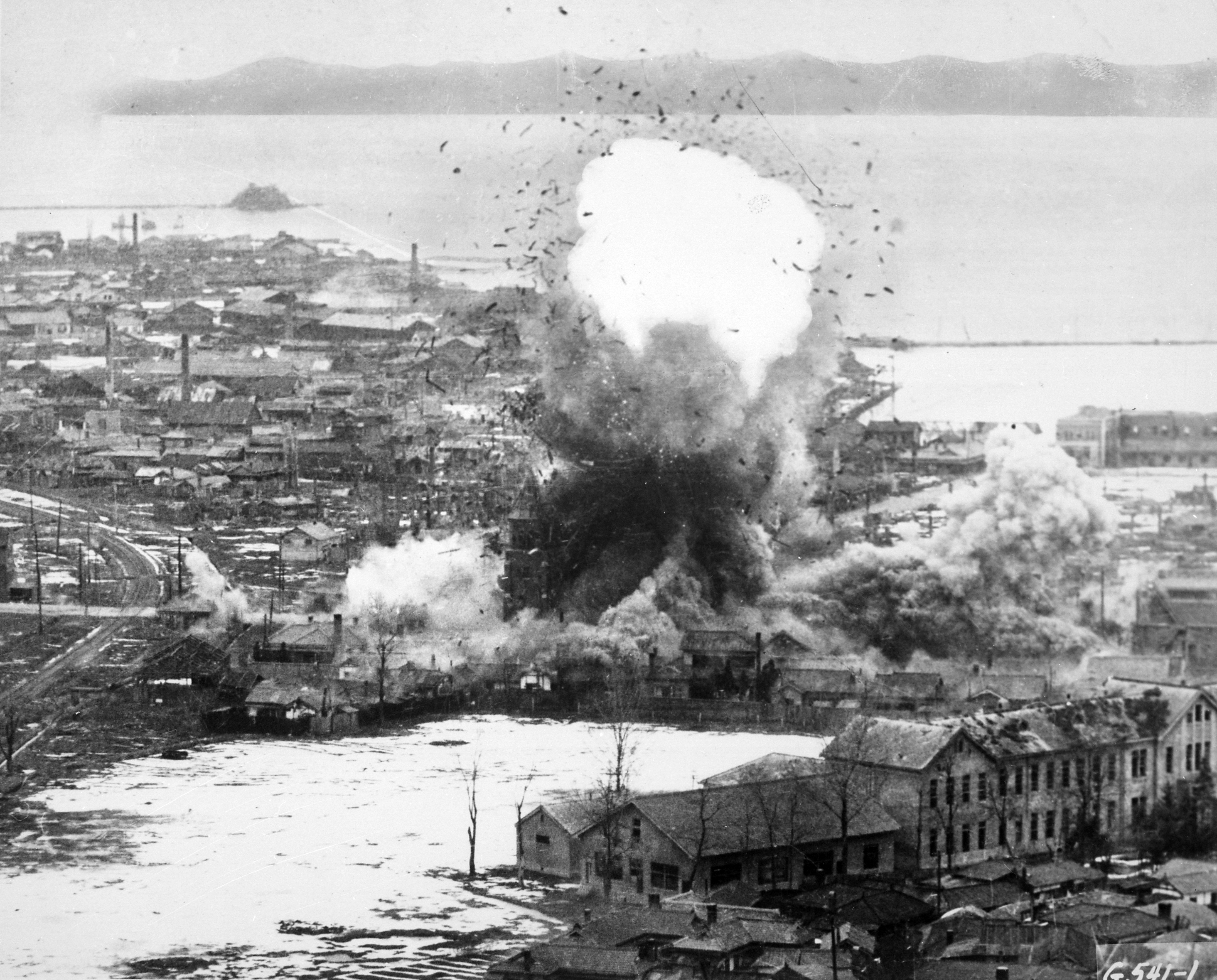
Fliegerbomben zerstören Lager- und Hafenanlagen in Wŏnsan, Nordkorea (1951)

Im August mussten die amerikanischen und südkoreanischen Truppen zunächst noch zurückweichen, und Anfang September 1950 kontrollierte die nordkoreanische Volksarmee das ganze Land bis auf ein kleines Gebiet im Südosten um Busan. Die Front um das heute Busan-Perimeter genannte Gebiet lief von Masan nach Norden, ließ Daegu unter südkoreanischer Kontrolle und bog hier nach Osten ab bis zur Küste kurz unter Pohang. Dank der Versorgung und der Luftunterstützung durch die USA konnten die Südkoreaner ihre Lage aber stabilisieren und alle Attacken abwehren. Nun wendete sich das Kriegsglück. Noch im September 1950 wurde nach der Landung bei Incheon Seoul durch die US-Amerikaner zurückerobert. Mit dieser Landung im Rücken der Front waren die Nachschublinien der Nordkoreaner schlagartig durchschnitten, und der gleichzeitige Gegenangriff der 8. US-Armee und südkoreanischer Streitkräfte aus dem Busan-Brückenkopf brachte die nordkoreanischen Streitkräfte in eine sehr schwierige Lage. Die eben noch siegreichen Truppen, die sich in einem energisch geführten Angriff gegen den letzten UN-Brückenkopf verausgabt hatten, wurden eingekesselt, zersprengt, gefangen genommen oder getötet. Der US-Angriff wurde anschließend mit Unterstützung südkoreanischer Verbände bis Pjöngjang vorangetrieben. In weiten Gebieten Südkoreas waren zu dieser Zeit noch versprengte nordkoreanische Soldaten als Partisanen aktiv. Der folgende blutige Guerillakrieg forderte zahllose Opfer.

### UN-Offensive und Intervention der Volksrepublik China
Nach der weitgehenden Zerschlagung der nordkoreanischen Armee stand dem Süden und den UN-Truppen der Weg nach Norden faktisch offen.
Die Volksrepublik China wollte jedoch ein vereinigtes Korea unter US-amerikanischem Einfluss keinesfalls dulden und warnte wiederholt vor einer Überschreitung des 38. Breitengrades. MacArthur versicherte jedoch Präsident Truman, dass die Chinesen so kurz nach dem Ende ihres eigenen Bürgerkrieges nicht eingreifen würden – und wenn doch, so würden sie keine Gefahr darstellen; wiederholte Warnungen Chinas wurden in Washington daher als Bluff aufgefasst. Südkoreanische Truppen überschritten am 30. September 1950 den 38. Breitengrad. Auf Drängen MacArthurs stimmte Truman am 7. Oktober zu, die Offensive mit der 8. US-Armee fortzuführen und die Demarkationslinie ebenfalls zu überschreiten, ohne dass dies durch das UN-Mandat gedeckt war.

Ziel war nunmehr die Wiedervereinigung Koreas. Bald näherten sich die rasch vorstoßenden Truppen der chinesischen Grenze. Von dieser Entwicklung alarmiert, entsandte Mao Zedong aus Kräften der Volksbefreiungsarmee eine 200.000 Mann starke sogenannte „Volksfreiwilligenarmee“ nach Korea, um einen offenen Krieg mit den USA zu vermeiden. Zwischen dem 25. Oktober und 4. November überraschten und schlugen die chinesischen Einheiten das 2. Korps der Südkoreaner und die 1. US-Kavalleriedivision in einer Reihe von Gefechten um Onjong und Unsan und vernichteten die rechte Flanke der 8. US-Armee. Die 8. US-Armee zog sich deshalb bis zum Chongchonfluss zurück. Obwohl die Chinesen ihre Linien durchbrechen konnten, zogen sie sich am 5. November aufgrund hoher eigener Verluste zunächst wieder zurück. Nach diesem Erfolg der Chinesen war Stalin bereit, Mao heimlich begrenzte Unterstützung zu gewähren.

Die Sowjetunion entsandte ab Oktober einige Jagdfliegereinheiten mit Flugzeugen vom Typ MiG-15 nach Nordkorea, und die Piloten flogen in chinesischen Uniformen und unter koreanischen Hoheitszeichen Angriffe gegen US-Kampfflugzeuge. Die USA betrachteten den chinesischen Vorstoß trotz des Erfolges noch nicht als Intervention im großen Maßstab, sondern eher als Drohgebärde. Dieser Eindruck wurde durch den plötzlichen Rückzug der Chinesen noch verstärkt. Stattdessen startete MacArthur am 24. November, einen Tag nach Thanksgiving, eine neue Offensive mit dem Versprechen, dass der Krieg bis Weihnachten beendet sei („Home-by-Christmas-Offensive“). MacArthur unterschätzte seine Gegner und nahm an, dass sich nicht mehr als höchstens 30.000 Chinesen in den Bergen der Grenzregion versteckt halten könnten.

Tatsächlich hielten sich dort aber bereits über 180.000 Soldaten auf, und es gelang den Chinesen zudem, trotz intensiver Grenzüberwachung und zerstörter Brücken, auf einem Frontabschnitt von etwa 50 km, völlig unbemerkt von den US-Truppen, insgesamt 400.000 bis 500.000 weitere Soldaten über den Grenzfluss Yalu zu bringen. Bereits am 25. November 1950 begannen die Chinesen einen massiven Gegenangriff, der die Amerikaner, die mit geringem Widerstand gerechnet hatten, völlig überraschte (→ Schlacht am Chongchon vom 25. November bis 2. Dezember). Vom 26. November bis 13. Dezember 1950 tobte die Schlacht um den Changjin-Stausee, die mit einem chinesischen Sieg endete. Der folgende, größtenteils ungeordnete und zuletzt fluchtartige Rückzug der US-Einheiten unter hohen Verlusten war eines der größten Debakel in der Geschichte der US Army.
Die US-Truppen waren auf den subarktischen Winter mit Temperaturen bis zu −34 °C nicht eingestellt; Hunderte von Soldaten erfroren, und Verletzte konnten nur unzureichend versorgt werden. Im Nordosten Koreas konnten US-Einheiten einen Brückenkopf in der Hafenstadt Hŭngnam immerhin lange genug halten, um sich und zahlreiche Flüchtlinge unter dem Schutz der US-Flotte zu evakuieren. Am 16. Dezember rief Präsident Truman erstmals in der US-Geschichte den nationalen Notstand aus und prangerte in einer Rundfunkansprache die Versuche der Sowjetunion an, „eine freie Nation nach der anderen zu überwältigen“. Offenkundig hielt Truman nach wie vor Stalin für den eigentlichen Drahtzieher. Bis zum 23. Dezember zog sich die 8. US-Armee bis zum 38. Breitengrad zurück.

### Die nordkoreanisch-chinesische Offensive im Januar 1951 und der UN-Gegenstoß

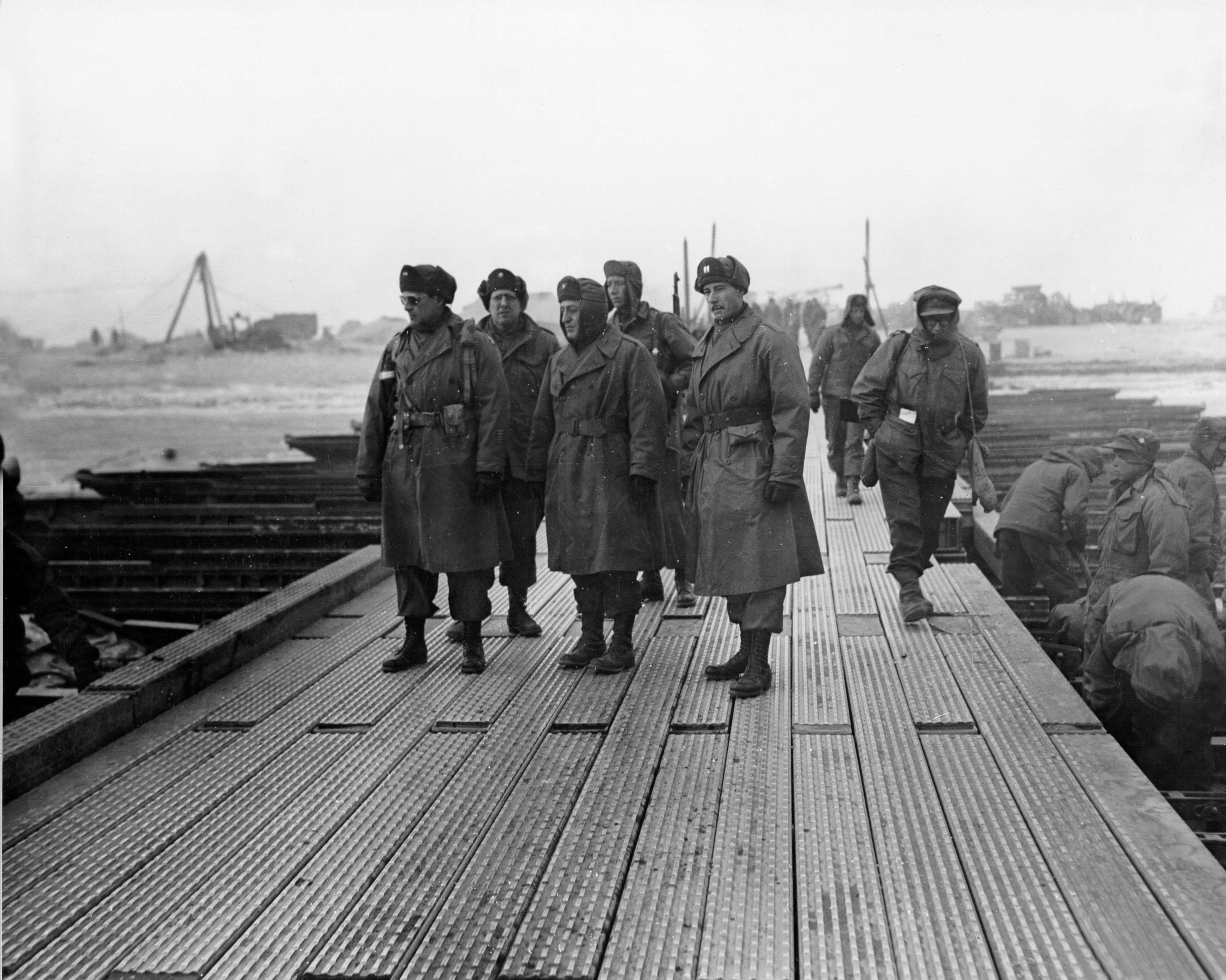
Generalleutnant Matthew B. Ridgway (l.) im Januar 1951

Am 1. Januar 1951 begannen 400.000 chinesische und 100.000 nordkoreanische Soldaten eine Offensive, der die 200.000 Soldaten der UN-Streitkräfte nicht standhalten konnten. US-Streitkräfte und viele Zivilisten flohen in den Süden. Am 3. Januar 1951 wurde Seoul geräumt und in der Folge eine Verteidigungslinie zwischen dem Gelben Meer und dem Japanischen Meer gebildet. MacArthur verlangte nun den Abwurf von 34 Atombomben auf chinesische Städte, eine umfassende Seeblockade und den Einsatz nationalchinesischer Truppen. Dies lehnte die Regierung Truman ab. Als der Frost nachließ, konnten Südkoreaner und Amerikaner wieder zum Angriff übergehen. Im März 1951 wurde Seoul wieder von UN-Truppen besetzt, ein Großteil der Einwohner war zuvor von den kombinierten chinesischen und nordkoreanischen Streitkräften verschleppt oder bei Widerstand getötet worden.
Die UN-Einheiten rückten anschließend wieder bis knapp über den 38. Breitengrad vor; der Krieg erstarrte danach ungefähr entlang der alten Demarkationslinie in einem Stellungskrieg. Aus militärischer Sicht ist kaum erklärbar, wieso sich die Front ausgerechnet hier stabilisierte; manche vermuten daher, dass es geheime Absprachen gab. Am 11. April 1951 entließ Truman General MacArthur, weil er die Richtlinien der amerikanischen Regierung und der UN nicht rückhaltlos unterstützt habe, und ersetzte ihn durch General Matthew B. Ridgway. Truman war der Auffassung, dass die von MacArthur geforderte Ausweitung des Konfliktes zu einem offenen (Atom-)Krieg der USA gegen China führen würde. Auch innerhalb des US-Militärs war die Forderung von MacArthur auf Ablehnung gestoßen. So erklärte der Vorsitzende der Joint Chiefs of Staff, General of the Army Omar N. Bradley, im April 1951: „Offen angesprochen, nach Meinung der Vereinigten Stabschefs würde uns eine von dieser Annahme ausgehende Strategie in den falschen Krieg hineinziehen – am falschen Ort, zur falschen Zeit und gegen den falschen Feind“. Truman war noch immer überzeugt, eigentlich gegen die Sowjetunion zu kämpfen, die sich der Chinesen und Nordkoreaner lediglich als Marionetten bediene.

### Schlacht von Heartbreak Ridge und Beginn des Stellungskrieges

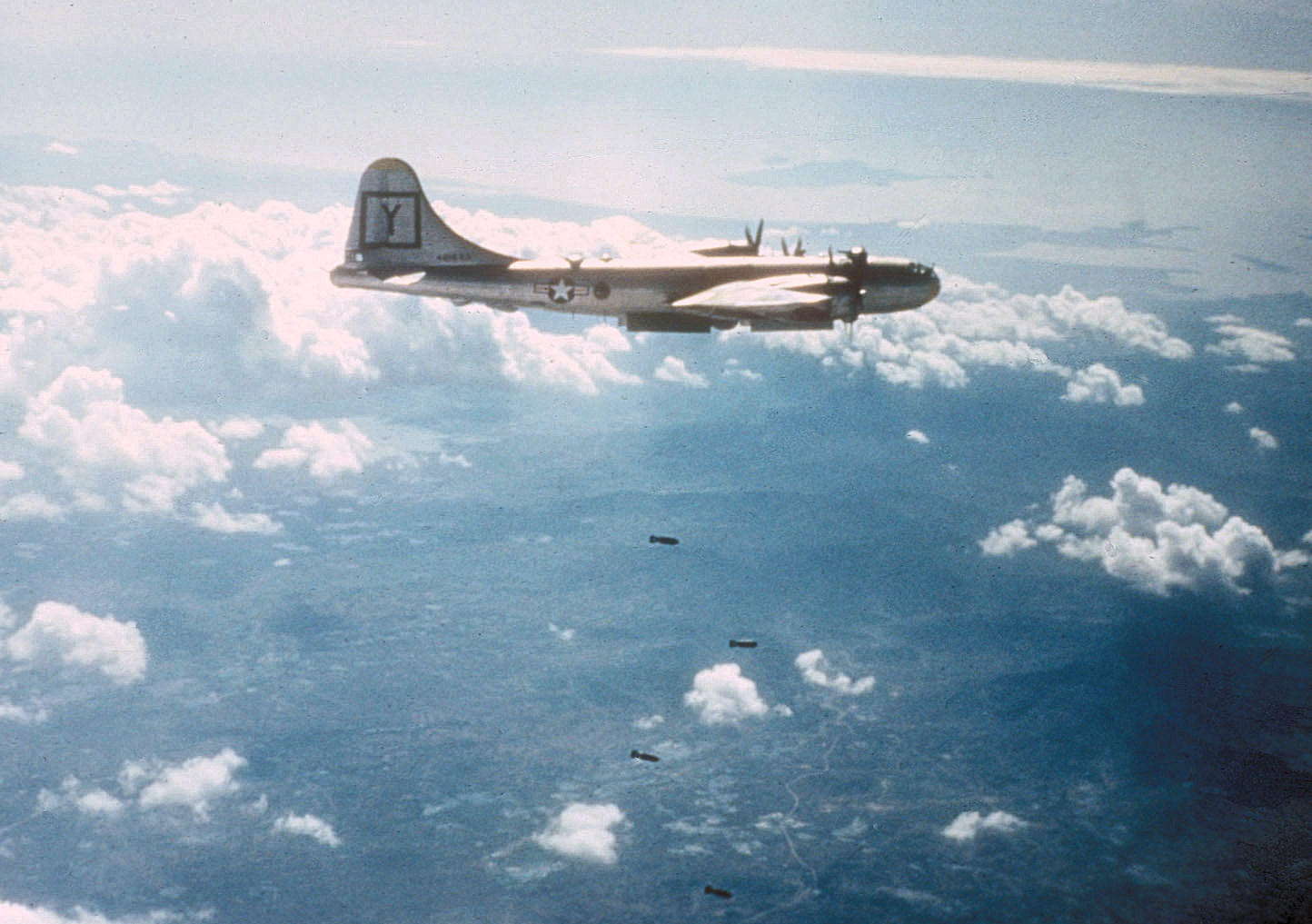
Eine B-29 der US Air Force beim Flächenbombardement über Korea (1951)

Im Spätsommer 1951 stießen die UN-Truppen noch einmal nach Norden vor, um ihre Verhandlungsposition zu verbessern. Dies führte zur letzten großen und zugleich grausamsten Schlacht des Krieges; sie dauerte vom 13. September bis zum 15. Oktober 1951 und wurde als Schlacht von Heartbreak Ridge bekannt. Die sehr hohen Verluste auf beiden Seiten ohne wesentliche Veränderung der strategischen Lage führten zum beiderseitigen Wunsch nach einem Waffenstillstand. In der verbleibenden Zeit bis zum Waffenstillstand wurde der Druck auf Nordkorea in Form eines von den UN sanktionierten Bombardements, ausgeführt von der US Air Force, stark intensiviert. Die UdSSR und China sollten so zu Zugeständnissen gezwungen werden. Diese Luftangriffe verwüsteten Nordkorea. Hunderttausende Zivilisten fielen Bomben und Napalm zum Opfer. Man geht von 500.000 bis 1.000.000 Opfern des Bombenkrieges im engeren Sinn aus, ohne die Verluste der Zivilbevölkerung infolge von Hunger und Frost zu berücksichtigen. Genauere Statistiken liegen nicht vor; vermutlich starben mehr als zehn Prozent der nordkoreanischen Bevölkerung.

### Waffenstillstand

#### Verhandlungen
Nach diplomatischen Kontakten zwischen der UdSSR und den USA im Mai 1951 in New York kam es am 10. Juli 1951 zu einem ersten Treffen in Kaesŏng in Nordkorea. Im Oktober wurden die Waffenstillstandsverhandlungen nach Panmunjeom verlegt, 62 Kilometer nordwestlich von Seoul, wo der Frontverlauf annähernd den 38. Breitengrad berührte. Während die Verhandlungen in einer neutralen Zone liefen, wurden die Kämpfe fortgesetzt.

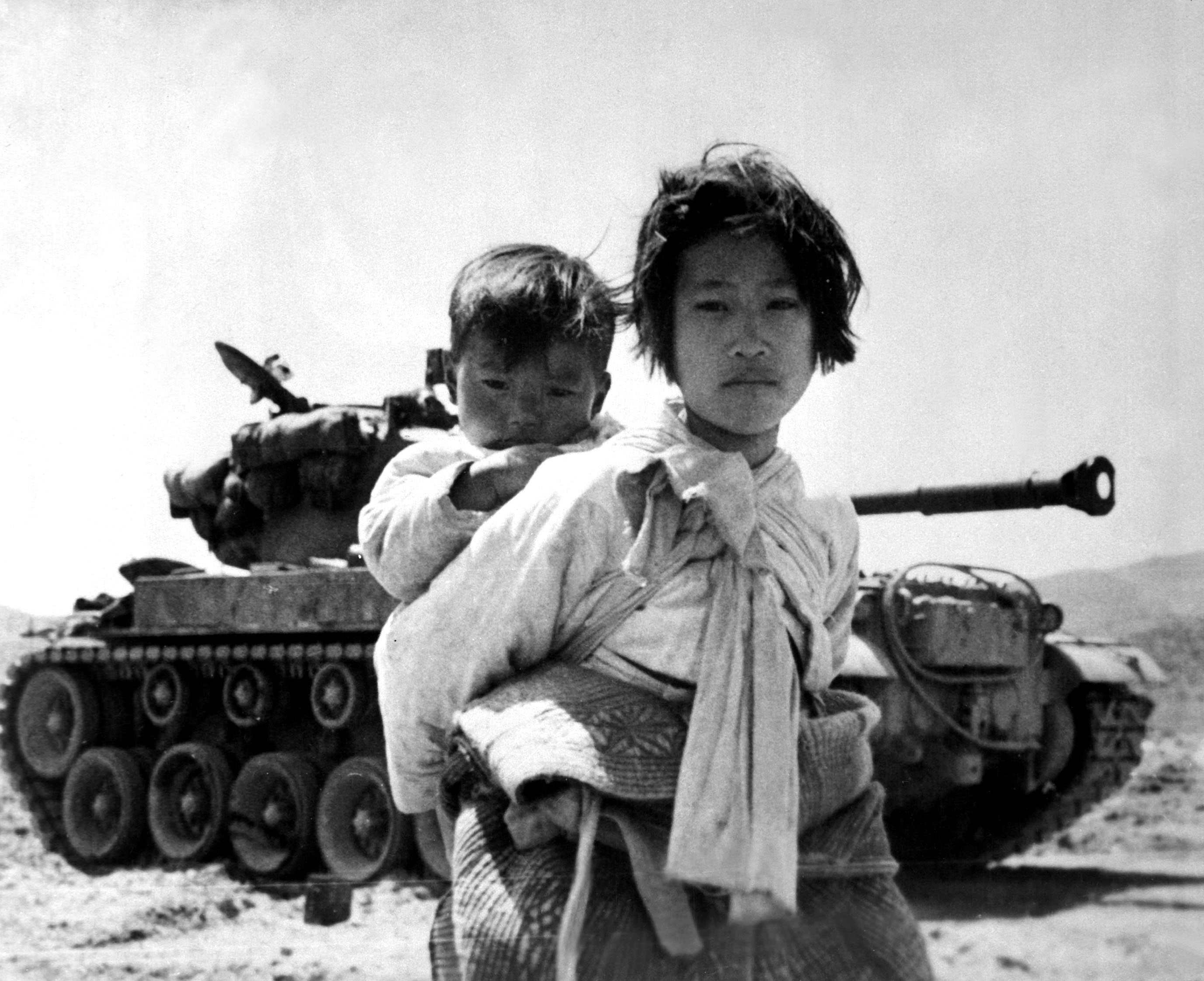
Zivilisten im Koreakrieg

Eine Einigung scheiterte zunächst an der UNO-Forderung, dass Kriegsgefangene nicht gegen ihren Willen in ihre Heimatländer zurückgeschickt werden dürfen. Für Truman wie für den südkoreanischen Staatschef Rhee Syng-man war es ein Recht der gefangenen Chinesen und Nordkoreaner, sich gegen eine Zwangsrepatriierung zu entscheiden. Für Mao Zedong und Kim Il-sung war dies nicht akzeptabel.
Die US-Regierung unter Dwight D. Eisenhower wandte schließlich zwei Finten an, um auf die Kriegspartei China einzuwirken. Zum einen erweckten sie den Eindruck, sie würden eine Invasion nationalchinesischer Truppen von Taiwan auf das chinesische Festland tolerieren. Zum anderen ließen sie über den indischen Staatschef Jawaharlal Nehru an die chinesische Führung durchsickern, dass sie bereit wären, die Mandschurei und Zentralchina zu bombardieren, notfalls unter dem Einsatz taktischer Nuklearwaffen. Darüber hinaus ließen die USA es zu, dass kommunistische Parteimitglieder unter den repatriierungsunwilligen Kriegsgefangenen agitierten, um sie zur Rückkehr zu bewegen. Am 30. März 1953 erklärte sich der chinesische Außenminister Zhou Enlai bereit, alle Gefangenen, die keine Repatriierung wünschten, neutralen Schutzmächten zu übergeben.
Am 27. April 1953 setzten die USA eine Belohnung von 100.000 US-Dollar (damals 420.000 DM, in heutiger Kaufkraft rund 1.300.000 Euro) für den ersten Piloten eines kommunistischen Landes aus, der mit einer MiG-15 zu den amerikanischen Truppen flüchten würde. Amerikanische Ingenieure waren an der Technik dieses Flugzeuges interessiert. Das Angebot wurde mit Flugblättern bekanntgemacht, die über Nordkorea abgeworfen wurden. Am 21. September 1953 floh No Kum-sok, ein Pilot der nordkoreanischen Luftwaffe, tatsächlich mit einer MiG-15 nach Südkorea. Er behauptete, nichts von der Belohnung gewusst zu haben, bekam sie aber trotzdem ausgehändigt. Später arbeitete er als Luftfahrtingenieur in den USA. Die von der sowjetischen Führung nach dem Tod Stalins eingeleitete kurze Entspannungsphase wirkte sich günstig auf die zähen Verhandlungen aus.

#### Abkommen
Nach weiteren verlustreichen Kämpfen schlossen am 27. Juli 1953 die UNO und Nordkorea in Panmunjeom ein Waffenstillstandsabkommen. Es bestätigte im Wesentlichen den 38. Breitengrad als Grenze zwischen Nord- und Südkorea und legte eine vier Kilometer breite entmilitarisierte Zone entlang der Grenze fest, die Demilitarisierte Zone (DMZ). Die Waffenstillstandskommission (Military Armistice Commission, MAC) ist für die Umsetzung der Waffenstillstandsvereinbarungen verantwortlich und verwaltet die DMZ. Die Neutral Nations Supervisory Commission (NNSC) unterstützt das Waffenstillstandsabkommen mit Überwachungen, Beobachtungen, Inspektionen und Untersuchungen. Insbesondere sorgt es dafür, dass keine weiteren ausländischen Truppen und Militärgerät in Korea eingeführt werden. Die Neutral Nations Repatriation Commission war für die Repatriierung der Gefangenen verantwortlich. Die bei der Kommission im Namen erwähnten neutralen Staaten sind Schweden und die Schweiz für Südkorea, Polen und die Tschechoslowakei für Nordkorea. Ihre Soldaten wurden auf der entsprechenden Seite der Grenze stationiert. Nach dem Fall des Eisernen Vorhangs wurden die Polen und Tschechen 1993 auf Veranlassung Nordkoreas abgezogen. Bis heute sind für die NNSC ständig je fünf schweizerische und schwedische Soldaten in Panmunjeom stationiert, Polen nimmt nur gelegentlich an Sitzungen – jetzt auch in Südkorea – wieder teil.

## Kriegsopfer und Massaker

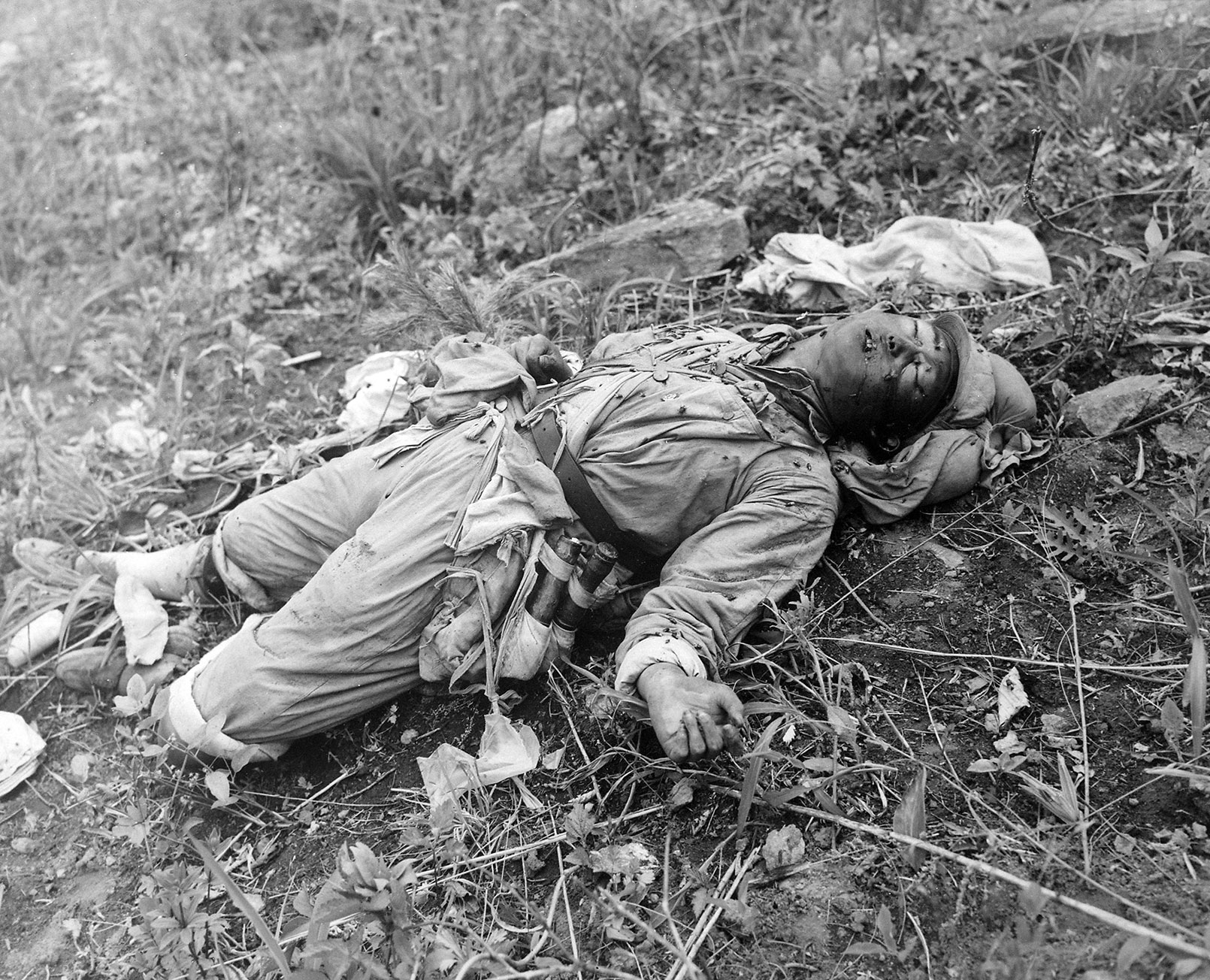
Toter Soldat der chinesischen Armee (1951)

### Opferzahlen
Über koreanische und chinesische Verluste liegen keine konkreten Zahlen vor. Nach Schätzungen starben im Koreakrieg mehr als vier Millionen Menschen – Südkorea verlor etwa eine Million Menschen (Soldaten und Zivilisten), Nordkorea 2,5 Millionen und China eine Million. Etwa 40.000 UN-Soldaten (davon 36.914 US-Amerikaner), 500.000 koreanische und 400.000 chinesische Soldaten (nach offiziellen chinesischen Angaben: 183.108 chinesische Soldaten und Offiziere) starben bei Kampfhandlungen.

### Schäden durch Bomben
450.000 Tonnen Bomben wurden vor allem von der US Air Force abgeworfen, dabei kamen 32.357 Tonnen Napalm zum Einsatz. Dies war zum Teil verheerender als im Vietnamkrieg, weil in Nordkorea mehr Ballungszentren mit größerer Bevölkerungsdichte und mehr Industrie existierten als später in Vietnam. Dem Historiker Conrad Crane zufolge waren zu Beginn der Waffenstillstandsverhandlungen, neben den großen Infrastrukturanlagen wie Staudämmen, 18 der 22 größten nordkoreanischen Städte wenigstens zur Hälfte dem Erdboden gleichgemacht worden. General William Dean, der ab Juli 1950 nach der Schlacht um Daejeon nordkoreanischer Kriegsgefangener gewesen war, erinnerte sich an die meisten nordkoreanischen Städte und Dörfer später als „Ruinen oder verschneite, leere Flächen“; fast jeder, der ihm begegnet sei, habe Angehörige im Bombenkrieg verloren.

### Kriegsverbrechen

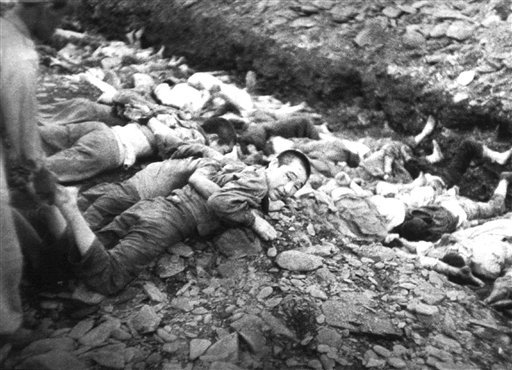
Massenexekution angeblicher Kommunisten in Taejon, Juli 1950, fotografiert von US-amerikanischen Offizieren

Die zahlreichen Toten fielen nicht immer regulären Kriegshandlungen zum Opfer. Von beiden Seiten wurden Kriegsverbrechen begangen. Die Südkoreaner führten, unter US-Oberkommando stehend, einen rücksichtslosen Kampf gegen alles, was in irgendeiner Form mit dem Kommunismus in Verbindung gebracht werden konnte. Die nordkoreanischen Streitkräfte, ihre chinesischen Verbündeten und verschiedene paramilitärische kommunistische Gruppen, die im gesamten Land operierten, schreckten ihrerseits vor Morden an Flüchtlingen und Regimegegnern nicht zurück und praktizierten vielerorts eine Politik der verbrannten Erde. Die Zahl der oft unschuldigen zivilen Opfer bei den Massakern in Südkorea war aufgrund der antikommunistischen Hysterie besonders hoch.

So gibt es dokumentierte Berichte über viele Massenhinrichtungen, bei denen Mitglieder der Kommunistischen Partei und von angeblich kommunistenfreundlichen Gruppierungen getötet wurden. Zugleich wurden unzählige Zivilisten – manchmal auch deren Familien mit Kindern und Greisen – von südkoreanischen Truppen und Antikommunisten getötet, weil sie angeblich mit dem kommunistischen Nordkorea zusammengearbeitet hatten. Mindestens 100.000 Menschen wurden getötet. Dabei waren viele Menschen nur aus Not den Kommunisten beigetreten – diese verteilten, um Unterstützer zu werben, Nahrungsmittel an alle neuen Mitglieder und Aktivisten. Gerade in den weitgehend zerstörten Gebieten mit häufig wechselnden „Besatzern“ hing das Überleben der Familien von dieser Hilfe ab.
Ein dokumentiertes Kriegsverbrechen der US-Armee war am 26. Juli 1950 das Massaker von Nogeun-ri. Dort hatten sich amerikanische Soldaten in Erwartung der nordkoreanischen Armee eingegraben. Bevor jedoch die kommunistischen Kämpfer das Dorf erreichten, ergoss sich ein Strom von Flüchtlingen, die vor den Kämpfen flüchteten, über den Flecken. Die US-Soldaten, die auch infiltrierende Guerilleros unter den Flüchtlingen befürchteten, eröffneten das Feuer und töteten rund 400 Zivilisten. Bis ins Jahr 2001 wies die Regierung der USA jeglichen Vorwurf eines Kriegsverbrechens zurück. Eine Aufarbeitung der Massaker durch die südkoreanische Regierung wird seit 2005 durch die Truth and Reconciliation Commission Südkoreas versucht. Ausgestattet mit einem Budget von 19 Millionen US-Dollar legte die Kommission ihren Schlussbericht 2010 zu den von ihnen vorgefundenen Massakern vor. Bereits 2008 hatte sie in einem Zwischenbericht schwere Verbrechen und Menschenrechtsverletzungen an Zivilisten festgestellt.

### Schicksal der Gefangenen
Die Kriegsgefangenen, die die USA machten, wurden vorerst im Kriegsgefangenenlager Koje untergebracht, das zu seiner Hoch-Zeit 170.000 Insassen hatte. Der südkoreanische Staatschef Rhee Syng-man ließ durch seine Truppen ohne Wissen seiner Alliierten noch kurz vor Kriegsende 26.000 Kriegsgefangene als Zivilisten entlassen, die sich geweigert hatten, in die Volksrepublik zurückzukehren. Die nordkoreanischen Gefangenen, die die Rückkehr verweigerten, fingen meist ein neues Leben in Südkorea an, während viele Chinesen nach Taiwan übersiedelten.

## Folgen
Nach Kriegsende stand die Wiedervereinigung Koreas nach wie vor auf der internationalen politischen Agenda. Die völkerrechtliche Anerkennung Nordkoreas bzw. ein Friedensvertrag standen für die USA und ihre Verbündeten nicht zur Debatte, denn die USA hatten bereits 1949 Südkorea als einzige rechtmäßige Regierung Koreas anerkannt. Am 27. Oktober 1953 schlossen die USA einen Beistandspakt mit Südkorea. Auch auf der Genfer Außenministerkonferenz im April 1954 konnte die Wiedervereinigung Koreas nicht erreicht werden. Der Koreakrieg bzw. die bereits im Juni 1950 beschlossene UN-Resolution führte zu einem radikalen Wandel der US-Außenpolitik in Asien. Präsident Truman revidierte seine Politik der Nichteinmischung im Umgang mit Taiwan. Durch dieses neue Engagement der USA konnten bis heute weder Mao Tse-tung noch einer seiner Nachfolger Taiwan erobern.
Nordkorea wurde während des Krieges schwer verwüstet. Die zahlreichen Bombenangriffe zerstörten nicht nur einen großen Teil des Landes, sondern sorgten auch für enorme Verluste in der Bevölkerung. Nach dem Krieg war das Land völlig verwüstet und hoch verschuldet. Dies führte zu einer noch stärkeren Abhängigkeit zu Moskau und Peking. Das Land war auf enorme finanzielle und materielle Unterstützung angewiesen. Chinesische Truppen blieben bis 1957 im Land und engten bis dahin Kim Il-sungs politischen Spielraum ein.

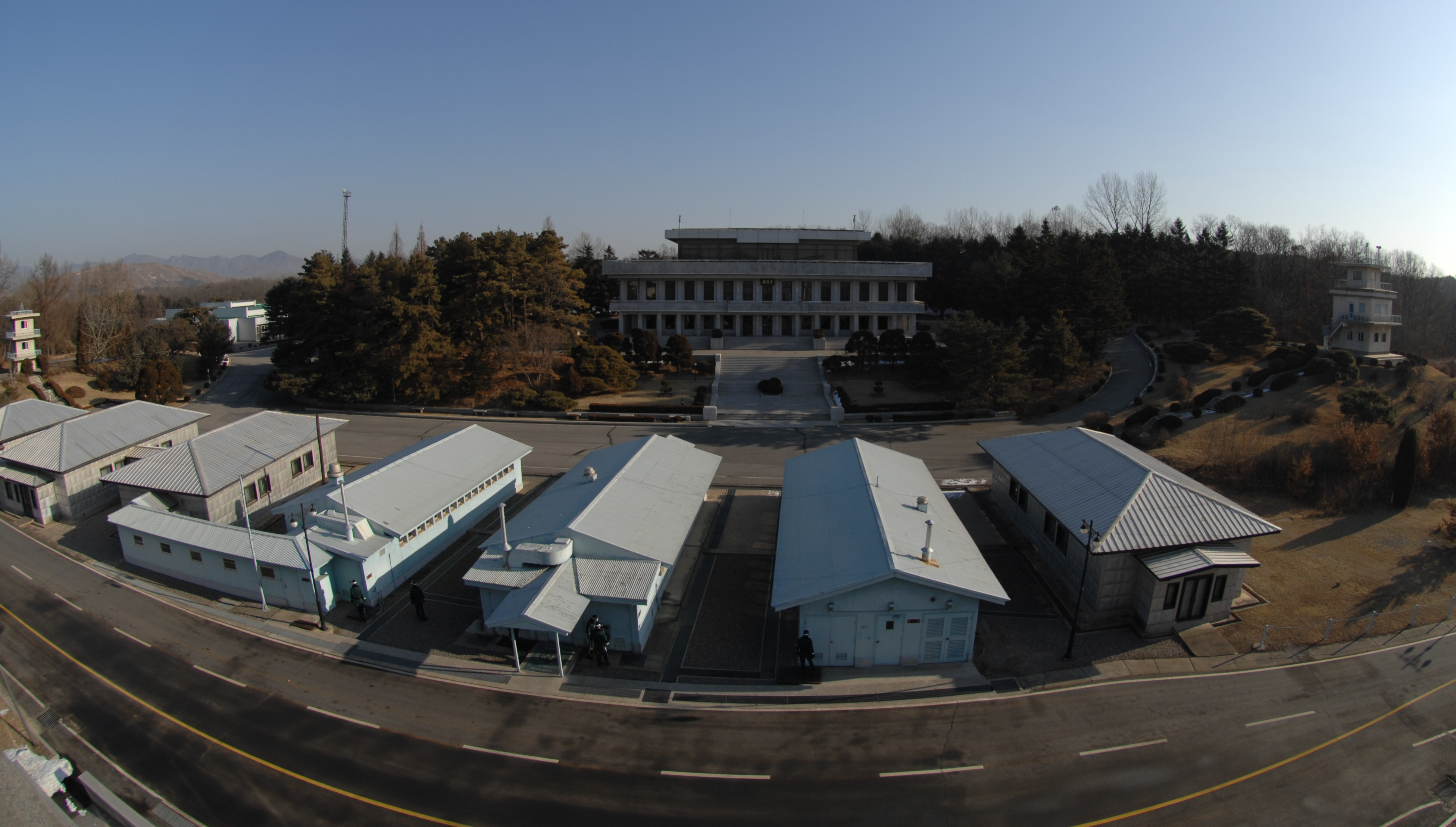
Der Grenzübergang Panmunjeom aus Sicht Südkoreas

Dennoch konnte die kommunistische Führung ihre Macht trotz oder gerade wegen zunehmender wirtschaftlicher Probleme bis heute behaupten. Obwohl dieser Teil des Landes in einer besseren Ausgangslage war als der Süden, ist er heute ein verarmtes Entwicklungsland, in dem ein großer Teil der Bevölkerung dauerhaft unterernährt ist. Die Wirtschaft ist deutlich auf das Militär ausgerichtet. Gemessen am Bruttoinlandsprodukt ist Nordkorea mit großem Abstand weltweit das Land mit den höchsten Militärausgaben.
Die Führung Südkoreas, die zunehmend undemokratischer wurde, bekam die Probleme des Landes kaum in den Griff. Kurz nachdem die Südkoreaner Rhee Syng-man aus dem Präsidentensitz vertrieben hatten, putschte sich unter Park Chung-hee das Militär an die Macht. Obwohl es in dieser Zeit zu schweren Menschenrechtsverletzungen kam, gelang es der Militärdiktatur, der Wirtschaft zu einem starken Aufstieg zu verhelfen. 1990 wurde die Verfassung schließlich zugunsten einer Demokratie geändert. Heute ist Südkorea ein nach westlichen Maßstäben stabiles und demokratisches Land, das 2017 beim Bruttoinlandsprodukt weltweit den 11. Rang einnahm. Der Koreakrieg hat die Teilung des Landes auf Jahrzehnte hinaus gefestigt. An der demilitarisierten Zone standen sich auch im Jahr 2013 noch über eine Million Soldaten gegenüber. Am 4. Oktober 2007 beschlossen der südkoreanische Präsident Roh Moo-hyun und der nordkoreanische Staatsführer Kim Jong-il bei einem historischen Gipfeltreffen, einen Friedensprozess einzuleiten. Beide Staatschefs riefen in der Erklärung zu Frieden, Wohlstand und engerer Wirtschaftszusammenarbeit auf der koreanischen Halbinsel auf. Seit dem Amtsantritt des neuen Machthabers Nordkoreas Kim Jong-un im Dezember 2011 hat sich die Beziehung beider Nachbarländer zusehends verschlechtert, was in die Nordkorea-Krise 2013 mündete.
Auch für die Verbündeten China und Sowjetunion sollte der Koreakrieg Folgen haben. Durch Abkommen zwischen beiden Ländern fand während des Krieges ein umfassender Wissenstransfer zum Aufbau einer Rüstungsindustrie in China statt. Mittlerweile zugängliche Unterlagen in Moskau geben Auskunft über umfassende Rüstungsvorhaben zum Aufbau eines militärisch starken Chinas. China hatte den Koreakrieg faktisch bereits ab Winter 1950 komplett übernommen. Dabei wurde Korea als Pfand für die Forderung nach einer eigenen chinesischen Rüstungsindustrie benutzt. Dieser Umstand sollte das diplomatische Verhältnis zwischen Mao Tse-tung und Kim Il-sung belasten.
Der Aufbau der chinesischen Rüstungsindustrie mit Hilfe der Sowjetunion gab Mao Tse-tung später die Möglichkeit, eigenständig aufzutreten und den Führungsanspruch Moskaus innerhalb des kommunistischen Lagers offen in Frage zu stellen. Dies führte zu mehreren Spannungen zwischen beiden Ländern. In Europa hatte der Koreakrieg schon wenige Wochen nach Kriegsbeginn Auswirkungen: Die Furcht vor einem ähnlichen Angriff von Sowjetarmee und DDR führte zu dem Entschluss, eine westeuropäische Armee unter Beteiligung von Truppen aus der Bundesrepublik Deutschland aufzustellen.

## Rolle Deutschlands
Aufgrund der besonderen Situation des geteilten Deutschland nach dem Zweiten Weltkrieg und der Parallelen zur Teilung Koreas waren gerade zu Beginn des Koreakriegs die Ängste in Deutschland über einen Kriegsausbruch enorm groß.

### Unmittelbare Folgen
Nach dem Ende des Zweiten Weltkriegs waren – vor allem in der Amerikanischen Besatzungszone – zahlreiche DP-Lager für Displaced Persons entstanden. Ein Großteil dieser Lager befand sich in ehemaligen Wehrmachts-Kasernen. Da die US Army in der Folge des Koreakriegs ihre Truppen in Europa verstärkten und dafür erweiterte Unterkunftsmöglichkeiten benötigten, mussten zahlreiche dieser DP-Lager Ende 1950/Anfang 1951 geräumt werden. In Hessen betraf das DP-Lager in Hanau (Francois-Kaserne und Hutier-Kaserne), Gießen (Berg-Kaserne), Babenhausen, Butzbach (Schloss-Kaserne) und Fulda sowie im bayerischen Aschaffenburg. Das bedeutete nicht nur, dass für Tausende von Menschen neue Wohnmöglichkeiten auf dem notleidenden Wohnungsmarkt gefunden werden mussten, sondern dass sich damit auch die mancherorts (so in Hanau) gehegten Pläne zerschlugen, in den ehemaligen Kasernen neue Wohnmöglichkeiten für die einheimische Bevölkerung zu schaffen. In wirtschaftlicher Hinsicht profitierte die Bundesrepublik vom sogenannten Korea-Boom. Dieser durch die Aufhebung von Wirtschaftsbeschränkungen ermöglichte Aufschwung betraf insbesondere den exportorientierten Industriesektor und trug dazu bei, ein selbsttragendes Wirtschaftswachstum in Gang zu setzen, das als Wirtschaftswunder bekannt wurde.

### Anerkennung der deutschen Unterstützung durch Südkorea
Im Juni 2018 wurde die Bundesrepublik Deutschland während der Gedenkveranstaltungen zum 68. Jahrestag des Ausbruchs des Koreakriegs offiziell als Medical Support Nation durch die Republik Korea anerkannt. Dies geschah, obwohl der deutsche Beitrag, ein Feldhospital des Bayerischen Roten Kreuzes mit ca. 80 Ärzten und medizinischem Personal, erst am 17. Mai 1954 offiziell seinen Betrieb aufnahm. Bis zur Schließung des DRK-Feldhospitals am 31. März 1959 wurden in dem 250 Betten umfassenden Feldlazarett ca. 6.000 Kinder entbunden und rund 16.000 Operationen durchgeführt, ca. 21.500 Patienten stationär und ca. 230.000 Patienten ambulant behandelt.
Im April 1953 absolvierte Bundeskanzler Adenauer seinen ersten Besuch in den USA. Seine Auftritte, u. a. bei offiziellen Zeremonien wurden als Symbol der Rückkehr Deutschlands in die Völkerfamilie interpretiert. Die noch junge Bundesrepublik wollte die Erwartungshaltung des US-Präsidenten Eisenhower zur Unterstützung der UN-Truppen im Koreakrieg erfüllen – auch als Dank für die Hilfe beim Wiederaufbau Westdeutschlands. Da die Bundeswehr erst 1956 aufgestellt wurde, und weil die kriegsmüde Bevölkerung eine militärische Beteiligung abgelehnt hätte, einigte man sich auf eine humanitäre Mission. Bundeskanzler Adenauer gab auf einer Pressekonferenz in Washington die Entsendung eines mobilen Lazarettzuges bekannt. Das Deutsche Rote Kreuz nahm sich nach Prüfung dieser Aufgabe an und begann bereits im Sommer 1953 mit der Verschiffung von Material ins weit entfernte Südkorea. Der Hauptteil des Materials machte sich Ende 1953 auf den Weg. Seit 27. Juli des gleichen Jahres herrschte bereits Waffenstillstand auf der koreanischen Halbinsel.
Bereits 2015 hatte die südkoreanische Botschaft in Berlin versucht, mit ehemaligen Ärzten und Krankenschwestern des Feldhospitals in Busan Verbindung herzustellen. Ebenso organisierte die Botschaft zusammen mit dem Deutschen Roten Kreuz vom 25. bis 30. November 2016 im koreanischen Kulturzentrum in Berlin eine Ausstellung mit dem Titel „Dank nach 62 Jahren – Deutsche humanitäre Hilfe in Korea“. Der koreanische Staatspräsident Moon Jae-in, der am G20-Gipfel in Deutschland im Juli 2017 teilnahm, traf sich während dieses Besuchs mit den ehemaligen DRK-Helfern, bzw. deren Angehörigen. Er bedankte sich bei ihnen für die geleisteten Dienste und lud sie zu einem Besuch in die koreanische Hafenstadt Busan ein, die diese im November 2017 auch annahmen. Einige von ihnen wurden im Nachgang auch für ihren Einsatz ausgezeichnet.
Unter der Führung des Militärgeschichtlichen Instituts im Ministerium für Nationale Verteidigung der Republik Korea wurde zusammen mit dem deutschen Journalisten und Buchautor Stefan Schomann der deutsche Einsatz im Jahr 2018 historisch aufgearbeitet. Am 8. Oktober 2019 wurde auf dem weltweit einzigen Gedenkfriedhof der Vereinten Nationen in Busan, als besonderes äußeres Zeichen, die Flagge der Bundesrepublik Deutschland zum ersten Mal gehisst.

## Kulturelle Rezeption
Pablo Picasso schuf 1951 das Gemälde Massaker in Korea, es war sein zweites Antikriegsbild nach Guernica (1937) über den Spanischen Bürgerkrieg.
Zahlreiche Spielfilme verwenden den Koreakrieg als Hintergrund für ihre Handlung (siehe Liste von Kriegsfilmen#Koreakrieg (1950–1953)). Eine erfolgreiche und kulturell einflussreiche amerikanische Fernsehserie, M*A*S*H, die von 1972 bis 1983 elf Staffeln lang lief, spielt ebenfalls vor dem Hintergrund des Konflikts.
Die Literaturnobelpreisträgerin Han Kang veröffentlichte 2025 ihren Roman We Do Not Part (übersetzt in die englische Sprache durch Emily Yae Won und Paige Aniyah Morris), in welchem sie die Erfahrungen der Nachkommen bei der Aufarbeitung der Massaker an der Zivilbevölkerung thematisiert.

## Dokumentationen
- John Magio (Regie): Der ewige Korea-Krieg. (Originaltitel: Korea: The Never-Ending War.) Ark Media, WETA. Ersausstrahlung auf PBS, Vereinigte Staaten 2019, erzählt von John Cho (Laufzeit: 120 min)[52][53]
- Pierre-Olivier François (Regie): Korea, der hundertjährige Krieg. (Originaltitel: Corée, la guerre de cent ans.) Arte Frankreich, Algeria Productions. Ersausstrahlung auf Arte, Frankreich 2019 (zweiteilige Dokumentation, Gesamtlaufzeit: 113 min)[54][55]
  - Verfeindete Brüder – Frères ennemis. (Teil 1, Laufzeit: 55 min)[56]
  - So nah, so fremd – Si proches, si loin. (Teil 2, Laufzeit: 58 min)[56]
- Nina Adler (Regie): Korea – Der vergessene Krieg. Spiegel TV. Deutschland 2010, Free-TV-Premiere auf ZDFinfo 2013 (dreiteilige Dokumentation, Gesamtlaufzeit: 133 min)[57][58][59]
  - Die Teilung der Welt. (Teil 1, Laufzeit: 44 min)
  - Im Feld. (Teil 2, Laufzeit: 45 min)
  - Napalm. (Teil 3, Laufzeit: 44 min)
- Korea – Der vergessene Krieg in Farbe. (Original-Titel: Korea: The Forgotten War in Colour.) Big Ape Media International. Großbritannien 2010, deutsche Erstausstrahlung auf Spiegel TV, 2014 (zweiteilige Dokumentation, Gesamtlaufzeit: 94 min)[60][61]
  - Outbreak. (Teil 1)
  - Stalemate. (Teil 2)

## Fußnote
1. ↑  
Die koreanische Bezeichnung Yukio Jeonjaeng, dt. etwa „Sechs-Zwei-Fünf-Krieg“, (koreanisch 6.25 전쟁) ist der 25. Juni 1950 gemeint, die Datumsangabe für den Beginn des Koreakriegs.